# 欧仁·比尔努夫
欧仁·比尔努夫（法語：Eugène Burnouf，法語發音：[øʒɛn byʁnuf]；1801年4月8日—1852年5月28日），法国语言学家、印度学家，法国亚洲协会的创始人。

## 生平
他致力于东方语言的研究，并引起法国学者对印度《吠陀》进行科学研究的热潮。他曾在巴黎高等师范学校教授普通语法课程，于1832年被选为法兰西文学院院士、法兰西公学院（Collège de France）教授，于1832至1852年在梵文语言和文学讲席任教。他的研究大大超出了梵文研究范围，他对巴利语和古波斯语也很有研究。
他被看作法国最有影响的印度学家之一，他翻译成法文的《薄伽梵往世书》（Bhâgavata Purâna）和《妙法莲华经》很有影响。
他跟埃米尔-路易·比尔努夫是堂兄弟。巴黎十九区的一条街是以他的名字命名的。他的坟墓在巴黎拉雪兹神父公墓第59区。

## 著作
- 《论巴利语》1826；
- 《琐罗亚斯德的一本书——Vendidad Sade》1829—1843；
- 《对琐罗亚斯德教徒课诵书之一——Yaçna的注释》1833——1835；
- 《楔形碑刻论文》1838；
- 《薄伽梵往世书或称奎师那的诗歌史》三卷，1840——1847；
- 《印度佛教史导论》1844，1876；
- 《妙法莲华经》1852；1973年由巴黎新屋（Maisonneuve）出版社重印。